# 1406 az irodalomban
Az 1406. év az irodalomban.

## Születések
- 1406 – Juan Alfonso de Baena  spanyol költő († 1454)